# Heide Breitel
Heide Breitel (Berlín, 1941) es una guionista, profesora, directora, editora y productora de cine alemana. Produce documentales en los que se tratan temas sociales. Fue galardonada con el Premio Max Ophüls y la Filmband in Silber por sus películas. 

## Vida
Heide Breitel nació en Berlín en 1941. Tras acabar el instituto, trabajó por primera vez entre 1957 y 1960 como asistente de laboratorio fotográfico y como fotógrafa. Obtuvo un título profesional antes de pasarse al cine y formarse como editora de cine (de 1960 a 1962).
Desde 1973 da clases en la Deutsche Film- und Fernsehakademie Berlin (DFFB) sobre diseño y edición de películas. En 1977, Breitel comenzó a producir sus propias películas y, en 1979, dejó su trabajo como profesora. Fundó su propia productora cinematográfica en 1980. Actualmente reside en Berlín.

## Obra
Como editora de películas fue responsable, entre otras tantas tareas, del montaje de la película Ich bin kein Herr - Ernst Busch in Kiel 1900 - 1924 (1976)  del director Karl Siebig. También fue codirectora y montadora de otra película con Ernst Busch Vergesst es nie, wie es begann. Además, participó en otras películas como editora, guionista o directora.
En 1983, ganó el premio promocional del festival de cine Max Ophüls por su primer documental llamado Im Jahr der Schlange, donde también dirigió y escribió el guion. El documental fue un regalo de 40 cumpleaños para sí misma y trata de su propia vida y las de otras cuatro mujeres, nacidas en 1941, el año de la serpiente en el calendario chino. En 1982, el documental fue televisado por primera vez en el canal de televisión público Zweites Deutsches Fernsehen (ZDF) y la revista Die Zeit lo calificó como «obra notable».
Después de esto, produjo documentales por encargo de la televisión pública. Junto con un equipo de cámaras de la Radio de Alemania del Norte (NDR), acompañó a la actriz y cantante Gerty Molzen en su gira a Nueva York, y representó a una artista en la película Ich bin nicht schön, ich bin viel schlimmer, televisada por primera vez en 1986.
Junto con la directora Verena Rudolph y el canal de televisión pública ZDF, Heide Breitel produjo la película Francesca desde 1985 hasta 1987. La protagonista de esta película es Francesca Aramonte, artista, aventurera y mística. Aunque esta solo existe en las experiencias y recuerdos de otros. La película juega con los límites entre la ficción y la realidad.
"Como si se tratara de una serie de imágenes, se presenta ante los ojos del espectador una figura invisible y ficticia [...] de varias etapas de la vida: la llaman Francesca de los Ángeles, supuestamente, debido a sus apariciones angelicales en los primeros monasterios." Así justificó el jurado de la Deutschen Film- und Medienbewertung (FBW) su decisión de conceder a la película la calificación de «especialmente valiosa». Breitel recibió la Filmband in Silber (Premio del Cine alemán) por la película, en la cual trabajaron Dorothea Neff, Marianne Hoppe y Bernhard Minetti, entre otros.
En la década de los 90, Breitel comenzó a tratar el tema de la muerte y el trabajo en hospicios. En las películas Dasein (1991/92) y Leben (1998/99) acompaña a personas en sus últimas fases de vida. Además, en la película Dasein, presenta la creación del hospicio Elisabeth, fundado por Sibilla y Josef Brombach, en Lohmar-Deesem. Sibilla Brombach cuidó de dos mujeres con cáncer, Gisela Schulte y Resi Wildner, durante más de un año. Durante este tiempo, construyó el hospicio junto con su marido y la asociación sin ánimo de lucro "Freundeskreis zur Förderung Von Sterbebegleitung".
Heide Breitel grabó documentales, especialmente para el canal de televisión Arte, sobre el aprendizaje, el desarrollo infantil y la discapacidad, e incluso sobre la ludopatía.
Otros ejemplos de películas son: Ich kann das schon (2001/2002), Aus Erfahrung klug (2005) y Spielzone - Im Sog virtueller Welten (2007).
A petición de la asociación evangelista sin ánimo de lucro Diakonischen Werkes, ubicada en el centro de Berlín, Breitel terminó el documental Unterwegs mit rotem Schal en 2020, que por la pandemia de la COVID-19 no llegó a estrenarse en cines. En este documental, presenta el trabajo de la asociación Stadtteilmütter de Berlín, dedicada a asesorar y apoyar a padres inmigrantes en lo que respecta a educación y crianza de los hijos. Su símbolo representativo es una bufanda roja. El 16 de julio de 2021, el cine Klick de Berlín proyectó el documental por el 80 cumpleaños de Breitel. Esa misma noche se estrenó también la película Im Jahr der Schlange en su honor.
También fue la encargada del montaje de muchas películas de Elfi Mikesch (guion, dirección y cámara) y de Lilly Grote (sonido y dirección), como Soldaten Soldaten, Mon Paradis y Hahnemanns Medizin. Para la última película de las mencionadas anteriormente, Hahnemanns Medizin (2006), Heide Breitel colaboró con el compositor Andreas Wolter, al igual que en otros proyectos.
Su trabajo cinematográfico se centra en temas sociales.
Es miembro de la asociación Arbeitsgemeinschaft Dokumentarfilm (AG DOK) desde su creación en 1980.